# 国務院台湾事務弁公室
国務院台湾事務弁公室（こくむいんたいわんじむべんこうしつ、略称：国台弁）は、台湾との関係事務や関連する研究を扱う中華人民共和国国務院直属の事務機構である。

## 概要
中共（中国共産党）中央台湾工作弁公室（略称は中台弁（中台办））とは実質的に一体であるが、用途に合わせて二つの看板を使い分けている。国台弁は国内向けの政策などにおいて、中台弁は台湾の政党や政治家を対象とする際に用いられる。中台弁は中央対台工作指導小組の事務機構でもある。
「一つの中国」の建前上、政府機関どうしの交渉ができないため、窓口機関として海峡両岸関係協会を別途設置し、台湾側の窓口機関海峡交流基金会を通じて台湾政府（大陸委員会）との交渉を行っている。
2009年6月、台湾との政党間交流を強化するため「政党部」を新設した。民進党との政党間交流を図る狙いがあるとみられる。
2017年12月、台湾政府は国務院台湾事務弁公室から資金援助されていたとして台湾の政党である新党の複数の幹部に捜査と身柄拘束を行って中国当局と新党はこれに反発した。

## 歴代主任
1. 丁関根（1988年－1990年）
2. 王兆国（1990年－1996年）---全人代常務委員会副委員長、中華全国総工会主席。
3. 陳雲林（中国語版）（1997年－2008年）
4. 王毅（2008年－2013年）---外交部長、外交担当国務委員
5. 張志軍（2013年－2018年）
6. 劉結一（中国語版）（2018年－2022年）
7. 宋濤（2022年－現任）